# Methuenverdrag
Het Methuenverdrag was een offensief militair en commercieel verdrag tussen koninkrijk Portugal en koninkrijk Engeland getekend in 1703 als deel van de Spaanse Successieoorlog.
Het Verdrag bepaalde dat er geen belasting kon geheven worden op Portugese wijnen die geëxporteerd werden naar Engeland of op Engels textiel dat geëxporteerd werd naar Portugal, ongeacht de geopolitieke situatie van elk van de twee naties (dit was om ervoor te zorgen dat Engeland nog steeds Portugese wijn zou aanvaarden in tijden wanneer het niet in oorlog was met Frankrijk).
Sommige auteurs beweren dat de overeenkomst negatief was voor Portugal, omdat dit betekende dat het land niet zijn industriële infrastructuren en andere types van agrarische producten zou ontwikkelen (en daardoor dus de industriële race verloor). Dit is echter discutabel, omdat deze periode de opkomst zag van andere industrieën in Portugal, zoals de productie van porselein. Een aantal van de fabrieken die verschenen in die periode bestaan nu nog steeds.
Dankzij dit verdrag behield Portugal een sterke politieke positie in een stadium waarin het zich realiseerde dat het fundamenteel was dat ze de territoriale integriteit van zijn belangrijkste kolonie, Brazilië, zou behouden (zoals verwoord werd door de Braziliaanse economist Celso Furtado in zijn werk de "Braziliaanse Economische Stichting".